# West End Watch Co.

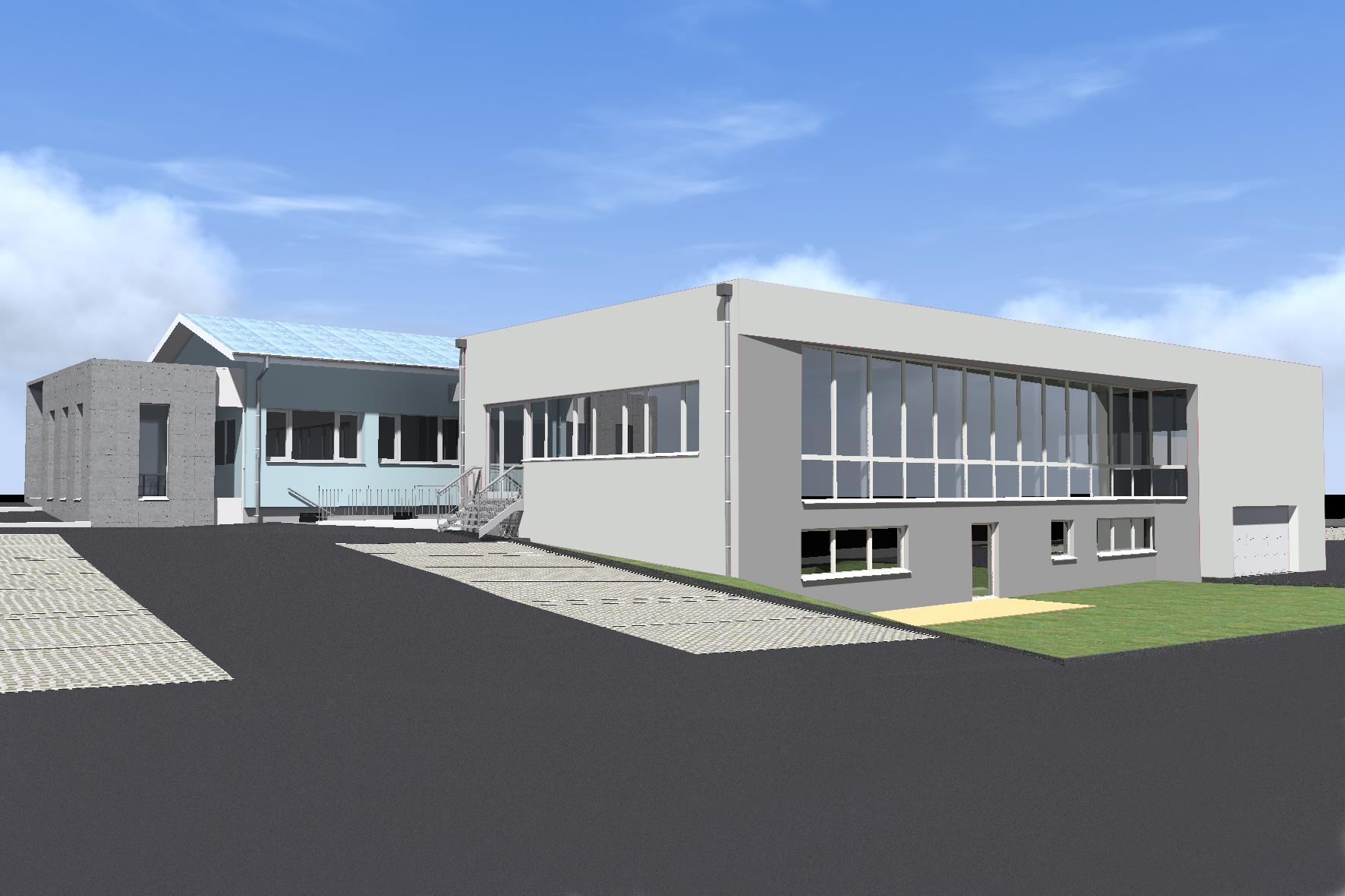
Siège de West End Watch Co.

West End Watch Co, est une entreprise horlogère fondée à Londres, dont l’activité en Suisse est restée ininterrompue depuis plus de 120 ans. Bénéficiant du label suisse, la marque West End Watch Co. a vendu près de 15 millions de montres au niveau mondial. Depuis le début du XXIe siècle, le siège social de la Société des Montres West End est situé à Leytron, en Valais (Suisse).

## Historique de la marque
La marque West End Watch Co. fut créée en 1886. C’est le quartier de West End, à Londres qui en inspira le nom à M. Arnold Charpié, le représentant à Bombay de l’entreprise Alcide Droz & Fils, une entreprise d’horlogerie établie à St-Imier (Berne) depuis 1864 et qui développa la première montre attestée étanche : « L'Imperméable » (actuellement exposée au Musée International de l'Horlogerie à La Chaux-de-Fonds).
Durant la Première Guerre mondiale (1914-1918), les troupes anglaises et indiennes qui furent envoyées de Bombay au fond du Golfe Persique pour tenter de conquérir la Mésopotamie (Irak actuel), achetèrent une grande quantité de montres West End Watch Co.. C’est ainsi que la marque fut connue au Moyen-Orient.
En 1917, M. Amstutz décida de transformer la société en société anonyme sous le nom de Société des Montres West End SA. Il en profita pour officiellement enregistrer son modèle de montre Sowar en Suisse.
En 1934, la Société des Montres West End SA fut la première à introduire en série le système anti-choc Incabloc inventé par M. Braunschweig.
En 1973 après plusieurs années d'essor important, la société fut finalement vendue, faute d'héritiers, à son principal fournisseur de l’époque : la maison Aubry Frères SA, établie au Noirmont (Jura) afin de garder ouverts les bureaux de Bombay, grâce auxquels depuis un siècle d’existence la marque West End Watch Co. restait protégée en Inde. 
Depuis 2000, les ateliers et le siège social de la Société des Montres West End SA ont été délocalisés en Valais, à Leytron.
En 2005 West End Watch Co a célébré ses 120 ans de présence ininterrompue en Asie avec l'introduction de son "Silk Road concept". Ce concept provient du fait que la Route de la Soie traversait une grande partie des régions où la marque possédait, et possède encore, des comptoirs.
Aujourd'hui, la marque est présente en Arabie saoudite, dans les Émirats du Golfe Persique, dans l'Arc Himalayen (notamment au Népal et au Bhoutan), ainsi que dans la moitié occidentale de la Chine où la marque possède plusieurs magasins.

## Modèles
Le modèle le plus populaire, encore produit à l’heure actuelle, est le modèle appelé "Sowar".
En Hindou, Sowar signifie "guerrier". Ce nom a été choisi en l’honneur de Sir Thomas Edward Lawrence (Lawrence d’Arabie) car apparemment lui et ses soldats auraient porté des montres West End Watch Co. durant la guerre.

### Articles parus
- Article sur le modèle "Sowar Prima" (November 17 2008) lien
- Article sur la nouvelle "Queen Anne" en or paru dans le magazine EUROPASTAR (April - May 2009 issue)lien

- Passage dans le livre "Oasis Interdites" d'Ella Maillart (1903-1997), sorti en 1937 aux éditions Payot. → Extrait de la page 252 qui mentionne la présence des montres West End Watch Co. en Chine dans les années 1930 :"Il nous présente un robuste Turc avec la barbe blonde dont la montre chronomètre West End Watch Co. dispose d'une inscription dans laquelle Aurel Stein exprime ses remerciements à Musa Ahoun, son interprète."lien site internet